# Evropská volejbalová konfederace

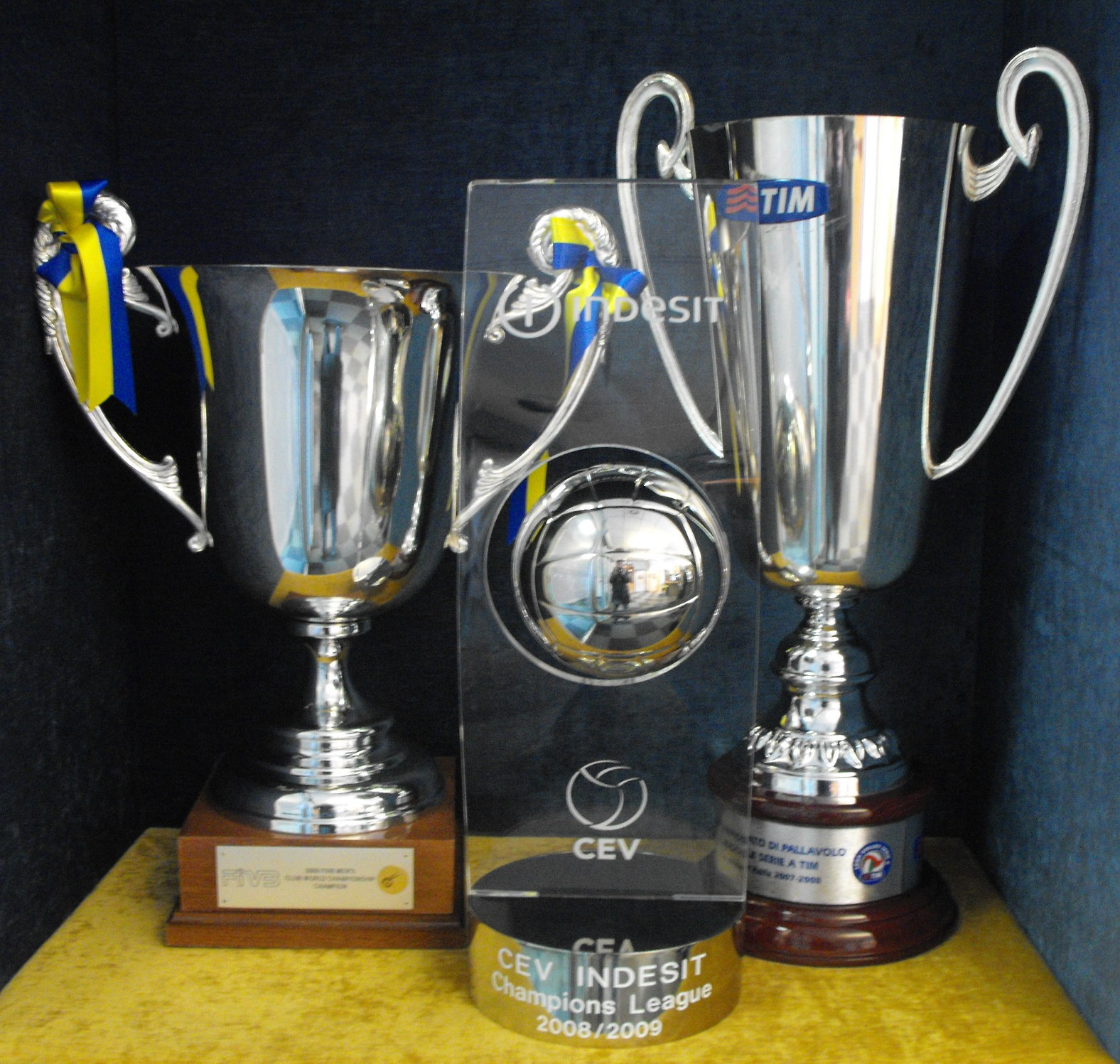
Klubové trofeje CEV

Evropská volejbalová konfederace (zkr. CEV – Confédération Européenne de Volleyball) je evropská sportovní konfederace, která sdružuje volejbalové svazy evropských států a řídící orgán pro sporty halového volejbalu, plážového volejbalu a volejbalu na sněhu v Evropě. Vznikla v roce 1963 a sídlí v lucemburském hlavním městě Lucemburk. K roku 2022 sdružovala 56 národních volejbalových svazů a na jejím čele stál Lucemburčan André Meyer, nyní to je Aleksandar Boričić ze Srbska. CEV je členem Mezinárodní volejbalové federace (FIVB).

## Historie
Ačkoli CEV vznikla 21. října 1963 v Bukurešti v Rumunsku, volejbal se stal v Evropě populární již před mnoha lety. Většina týmů, které se zúčastnily kongresu, který nakonec vedl k založení FIVB v roce 1947, byla z tohoto kontinentu. Ve skutečnosti se předpokládá, že samotná nadace byla tahem ze strany evropských národních federací.
Volejbal byl vynalezen ve Spojených státech, ale stal se poprvé extrémně populárním sportem ve východní Evropě poté, co byl zaveden americkými vojáky během první světové války. V polovině století se již rozšířil i po zbytku kontinentu. Mnoho technik a taktik, které jsou v moderním volejbalu samozřejmostí, údajně zavedly evropské týmy. Zde by mimo jiné stálo za zmínku: blokování (Československo, 1938); průnik stavěče, který nakonec vedl k vývoji tzv. systému 5-1 ( Sovětský svaz , 1949); předloktí (ČR, 1958); a zpětný útok (Polsko, 1974).
Dlouhá a významná tradice tohoto sportu na kontinentu může alespoň částečně odpovídat za administrativní strukturu CEV, která velikostí a komplexností konkuruje FIVB. Je největší ze všech volejbalových konfederací a každoročně pořádá největší počet soutěží a turnajů. Od roku 2005 se její sídlo nachází v Lucembursku.
CEV jako předsedající subjekt nad evropskými volejbalovými federacemi pořádá kontinentální soutěže, jako je Mistrovství Evropy (první ročník, 1948), Pohár CEV a Evropská liga. Podílí se na organizaci kvalifikačních turnajů na významné akce, jako jsou olympijské hry nebo mistrovství světa mužů a žen , a mezinárodních soutěží pořádaných některou z jejích přidružených federací.
Po schválení Kosova v den zahájení 35. světového kongresu FIVB konaného 5. října 2016 v Buenos Aires v Argentině rozšířila rodina CEV svůj počet členů na 56 federací.
V reakci na ruskou invazi na Ukrajinu v roce 2022 Evropská volejbalová konfederace zakázala všem ruským národním týmům, klubům a funkcionářům účast v evropských soutěžích a pozastavila všem členům Ruska jejich funkce v orgánech CEV.  Zrušila také všechny soutěže v Rusku.

## Zóny CEV
Některé z federací jsou rozděleny geograficky do volejbalových zón (regionálních asociací):
| Název asociace                                                                              | Počet členů | Oblast Evropy       |
| ------------------------------------------------------------------------------------------- | ----------- | ------------------- |
| Balkánská volejbalová asociace (BVA - Balkan Volleyball Association)                        | 11          | Jihovýchodní Evropa |
| Středoevropská volejbalová zonální asociace (MEVZA)                                         | 8           | Střední Evropa      |
| Severoevropská volejbalová asociace (NEVZA)                                                 | 8           | Severní Evropa      |
| Východoevropská volejbalová asociace (EEVZA)                                                | 10          | Východní Evropa     |
| Západoevropská volejbalová asociace (WEVZA - Western European Volleyball Zonal Association) | 8           | Západní Evropa      |
| Asociace malých zemí (SCA)                                                                  | 14          |                     |

## Členské federace
V roku 2022 bylo k CEV přidruženo následujících 56 národních federací. Národy jsou seřazeny podle abecedy.
| Stát                | Federace                                              | Vznik federace |
| ------------------- | ----------------------------------------------------- | -------------- |
| Albánie             | Federal Shqiptare Volejboll                           |                |
| Andorra             | federací Andorrana de Voleibol                        |                |
| Anglie              | Volleyball England                                    |                |
| Arménie             | Fédération de Volleyball de la Republique d'Armenia   | 1992           |
| Ázerbájdžán         | Azərbaycan voleybol Federasiyası                      | 1992           |
| Belgie              | Fédération Royale Belge de Volleyball                 |                |
| Bělorusko           | Bielorusskaia Federatsija volejbola                   | 1992           |
| Bosna a Hercegovina | Odbojkaški savez Bosně i Hercegovině                  |                |
| Bulharsko           | Bulgarski Federatsiya volejbal                        |                |
| Česko               | Český volejbalový svaz                                | 1947/1993      |
| Černá Hora          | Odbojkaški savez Crne Gore                            | 2006           |
| Dánsko              | Dansk Volleyball Forbund                              |                |
| Estonsko            | Eesti Võrkpalli Liit                                  | 1992           |
| Faerské ostrovy     | Flogbóltssamband Føroya                               |                |
| Finsko              | Suomen Lentopalloliitto F. Y.                         |                |
| Francie             | Fédération Française de Volleyball                    |                |
| Gibraltar           | Gibraltar Volleyball Association                      |                |
| Grónsko             | Kalaallit Nunaanni Volleyballertartut Kattuffiat      |                |
| Gruzie              | Georgian Volleyball Federation                        | 1992           |
| Chorvatsko          | Hrvatski odbojkaški savez                             | 1992           |
| Irsko               | Volleyball Association of Ireland                     |                |
| Island              | Blaksamband Íslands                                   |                |
| Itálie              | Federazione Italiana Pallavolo                        | 1946           |
| Izrael              | Igud HaKadur'af BeIsrael                              |                |
| Kosovo              | Federata e Volejbollit e Kosovës                      |                |
| Kypr                | Kypriakis Omospondia Petosfairisis                    |                |
| Lichtenštejnsko     | Liechtensteiner Volleyball Verband                    |                |
| Litva               | Lietuvos Tinklinio Federacija                         | 1992           |
| Lotyšsko            | Latvijas volejbola Federacija                         | 1992           |
| Lucembursko         | Fédération Luxembourgeoise de Volleyball              |                |
| Makedonie           | Odbojkarska Federacija na Makedonija                  | 1993           |
| Maďarsko            | Magyar Röplabda Szövetség                             | 1946           |
| Malta               | Malta Volleyball Association                          |                |
| Moldavsko           | Fédération de Volleyball de la Republique de Moldavie | 1992           |
| Monako              | Fédération vydávaných Monakem de Volleyball           |                |
| Německo             | Deutscher Volleyball Verband                          | 1955           |
| Nizozemsko          | Nederlandse volleybal Bond                            |                |
| Norsko              | Norges Volleyballforbund                              |                |
| Polsko              | Polski Związek pilka Siatkowej                        | 1928           |
| Portugalsko         | Federação Portuguesa de Voleibol                      | 1947           |
| Rakousko            | Österreichischer Volleyball Verband                   | 1953           |
| Rumunsko            | Federatie Română de vole                              |                |
| Rusko               | Vserossijskaya Federatsiya volejbola                  | 1992           |
| Řecko               | Elliniki Omospondia Petosferiseos                     |                |
| San Marino          | Federazione Sammarinese Pallavolo                     |                |
| Severní Irsko       | Northern Ireland Volleyball Association               |                |
| Slovensko           | Slovenská volejbalová federace                        | 1947/1993      |
| Slovinsko           | Odbojkarska zveza Slovenije                           | 1992           |
| Srbsko              | Odbojkaški savez Srbije                               | 1947/2006      |
| Skotsko             | Scottish Volleyball Association                       |                |
| Španělsko           | Real Federación Española de Voleibol                  | 1950           |
| Švýcarsko           | Swiss Volley                                          |                |
| Švédsko             | Svenska Volleybollförbundet                           |                |
| Turecko             | Türkiye voleybol Federasyonu                          |                |
| Ukrajina            | Ukrainian Volleyball Federation                       | 1992           |
| Wales               | Welsh Volleyball Association                          |                |

## Soutěže národních týmů

### Národní týmy
- Mistrovství Evropy
- Mistrovství Evropy Divize malých zemí
- Mistrovství Evropy juniorů
- Mistrovství Evropy kadetů
- Mistrovství Evropy v plážovém volejbalu
- Evropská liga
- Evropské hry

### Plážový volejbal
- Mistrovství Evropy v plážovém volejbalu
- European Beach Volleyball Tour
- Mistrovství Evropy U22 v plážovém volejbalu (U23 do roku 2013)
- Mistrovství Evropy do 20 let v plážovém volejbalu
- Mistrovství Evropy U18 v plážovém volejbalu

### Volejbal na sněhu
- Mistrovství Evropy ve volejbale na sněhu
- European Snow Volleyball Tour

## Klubové soutěže

#### Muži
- CEV Liga mistrů
- CEV Cup
- CEV Challenge Cup

#### Ženy
- Liga mistryň CEV
- CEV Cup ženy
- CEV Challenge Cup ženy